# 鹿港護安宮
24°02′50″N 120°26′17″E / 24.047099°N 120.438163°E
鹿港護安宮，是位於臺灣彰化縣鹿港鎮街尾里的吳府王爺廟，近楊橋公園，在元宵時會舉行大型花燈展覽。

## 沿革
神像相傳是康熙五十一年（1712年）泉州移民恭迎到鹿港溪畔。乾隆五十二年（1787年）廟宇草創，原為為竹管搭建。道光九年（1829年）建築始改以土角厝。光緒六年（1880年）信徒集資購地，廟宇鄰近今日的楊橋公園。1992年3月動土重建，保有施坤玉的藻井、吳敦厚的燈籠、陳萬能的錫器、李漢卿的彩繪、施炯裕的神像等作品。
1994年9月竣工後入火安座。次月22日舉行繞境祈福活動，有四十六座角頭廟贊助演出。

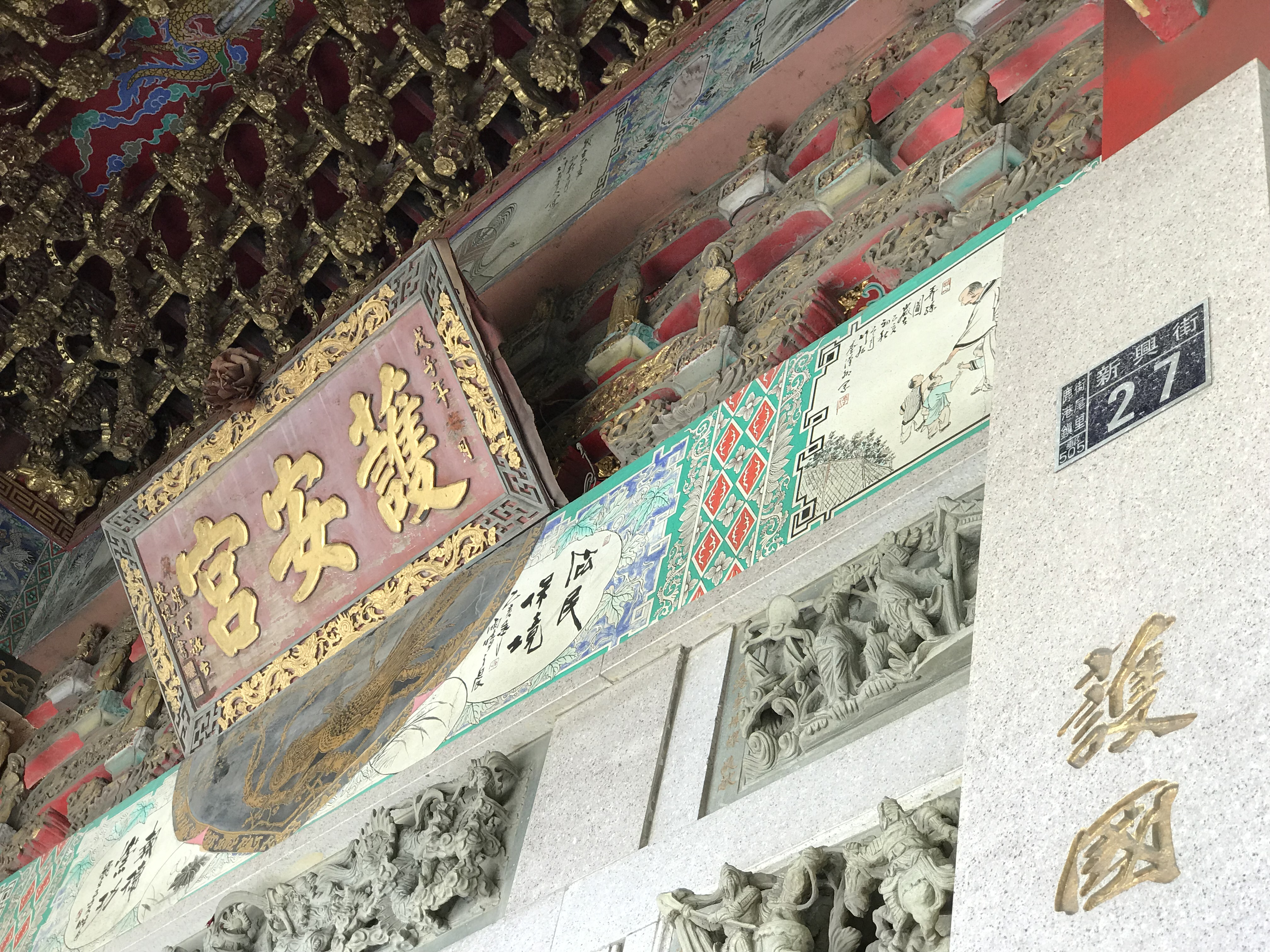
門牌為街尾里新興街27號。

## 信仰
廟方說主神吳府千歲爺在三國時代曾跟隨華佗學醫，當地還相傳該廟主神治療了1990年度爐主葉金牆妻子劉玉合的病。其神像有從王爺帽、官服到座椅一體成型的琉璃製品，為台明將企業公司負責人林肇雎在2006年委託藝術家吳寬亮所作。農曆八月廿四日吳府千歲誕辰時，廟方會恭請鹿港各地角頭廟的神明，參加誕辰盛宴，當晚並以擲筊方式選出新年度執年爐主。廟方認為主神是武官，武官必須騎馬，因此廟方在繞境時會配一匹馬充當坐騎，又在馬頭前貼有千歲的令符，馬背上則插有玉旨。吳府千歲還有配偶神吳府千歲夫人。
此廟與同里的鹿港文德宮屬角頭廟，該里有五個角頭。
2000年中華民國總統選舉期間，候選人陳水扁在元宵節到此廟上香，獲廟方贈話「庚辰參香平凡人，扭轉乾坤總統身」；2004年中華民國總統選舉2月1日再來上香時，又穫「甲申點睛二度臨、神龍顯化報佳音」；紅衫軍運動時，廟方再給「以靜制動路自平，非法作弄必當擒」。在陳水扁總統任內，曾兩度題匾給廟方，一是2000年2月19日的「鹿溪龍騰」，另一是2004年6月9日的「聲靈赫濯」，皆由鹿港雕匾師趙金鍾所製。
廟旁還有祭祀鹿港南方土地公的鹿港福德宮。

## 元宵
2004年開始，廟方委由監獄受刑人製作大型元宵主燈，放於公園內展示。曾任主委的林肇睢表示，因為廟方在2000年舉辦擲筊活動深受歡迎，所以在2002年、2003年元宵期間都推出用紅燈籠所串成的龍燈；在2004年構思要打造大型主燈，恰好當時有鹿港藝師在彰化監獄授課，而委託受刑人製作。因受歡迎，打造價格也從新台幣數十萬元一路來到百萬元。

## 外部連結
- 鹿港護安宮的Facebook專頁